# Parijs-Tours 2020
De 114e editie van de wielerwedstrijd Parijs-Tours werd gehouden op 11 oktober 2020. De wedstrijd startte in Chartres en eindigt in Tours. De wedstrijd maakte deel uit van de UCI ProSeries 2020, in de categorie 1.Pro. Titelverdediger was de Belg Jelle Wallays, hij wordt opgevolgd door de Deen Casper Pedersen.

## Uitslag
| Parijs–Tours 2020 (213 km) |                    |                             |          |
| Plaats                     | Naam               | Ploeg                       | Tijd     |
| Winnaar                    | Casper Pedersen    | Team Sunweb                 | 4u54'44" |
| 2                          | Benoît Cosnefroy   | AG2R La Mondiale            | z.t.     |
| 3                          | Joris Nieuwenhuis  | Team Sunweb                 | + 30"    |
| 4                          | Valentin Madouas   | Groupama-FDJ                | z.t.     |
| 5                          | Warren Barguil     | Arkéa Samsic                | z.t.     |
| 6                          | Petr Vakoč         | Alpecin-Fenix               | z.t.     |
| 7                          | Romain Bardet      | AG2R La Mondiale            | z.t.     |
| 8                          | August Jensen      | Riwal-Readynez Cycling Team | + 2'11"  |
| 9                          | Maurits Lammertink | Circus-Wanty Gobert         | z.t.     |
| 10                         | Rudy Molard        | Groupama-FDJ                | z.t.     |
|                            |                    |                             |          |
| 14                         | Eliot Lietaer      | Bingoal-Wallonie Bruxelles  | z.t.     |

1896 · 
1897-1900 · 
1901 · 
1902-1905 · 
1906 · 
1907 · 
1908 · 
1909 · 
1910 · 
1911 · 
1912 · 
1913 · 
1914 · 
1915-1916 · 
1917 · 
1918 · 
1919 · 
1920 · 
1921 · 
1922 · 
1923 · 
1924 · 
1925 · 
1926 · 
1927 · 
1928 · 
1929 · 
1930 · 
1931 · 
1932 · 
1933 · 
1934 · 
1935 · 
1936 · 
1937 · 
1938 · 
1939 · 
1940 · 
1941 · 
1942 · 
1943 · 
1944 · 
1945 · 
1946 · 
1947 · 
1948 · 
1949 · 
1950 · 
1951 · 
1952 · 
1953 · 
1954 · 
1955 · 
1956 · 
1957 · 
1958 · 
1959 · 
1960 · 
1961 · 
1962 · 
1963 · 
1964 · 
1965 · 
1966 · 
1967 · 
1968 · 
1969 · 
1970 · 
1971 · 
1972 · 
1973 · 
1974 · 
1975 · 
1976 · 
1977 · 
1978 · 
1979 · 
1980 · 
1981 · 
1982 · 
1983 · 
1984 · 
1985 · 
1986 · 
1987 · 
1988 · 
1989 · 
1990 · 
1991 · 
1992 · 
1993 · 
1994 · 
1995 · 
1996 · 
1997 · 
1998 · 
1999 · 
2000 · 
2001 · 
2002 · 
2003 · 
2004 · 
2005 · 
2006 · 
2007 · 
2008 · 
2009 · 
2010 · 
2011 · 
2012 · 
2013 · 
2014 · 
2015 · 
2016 · 
2017 · 
2018 · 
2019 ·
2020 ·
2021 ·
2022 ·
2023 ·
2024 ·